# Медный свиток
Медный свиток (3Q15) — одна из кумранских рукописей, которая выполнена на материале, отличном от остальных свитков Мёртвого моря.
В то время, как другие свитки написаны на пергаменте или папирусе, данный свиток написан на металле (сплав меди и примерно 1 % олова).
В отличие от других свитков, «Медный свиток» — это не литературное произведение, а список мест, в которых якобы сокрыты различные предметы из золота и серебра.
Язык «Медного Свитка» отличается от языка других обнаруженных в Кумране документов и может быть отнесен к разговорному языку того времени, предшественнику мишнаитского иврита, со своеобразной орфографией (написанием) и палеографией (формой букв).
Рукопись создана ессеями в 50-100 годах нашей эры и найдена в пещере № 3 Кумрана 20 марта 1953 года.
«Медный свиток» хранится в Иорданском археологическом музее в Аммане.

## История исследований
20 марта 1953 года в третьей пещере Кумрана археологи обнаружили два медных свитка, которые были переданы в Иерусалимский музей.
Служившая основой для рукописей практически чистая медь сильно окислилась, свитки стали хрупкими и выставлялись в свёрнутом виде.
В сентябре 1953 года Иерусалим посетил геттингенский профессор Карл Георг Кун, предполагавший заняться изучением связи рукописей общины с иранской религией. Увидев Медный список, Кун загорелся идеей его расшифровки.
Однако состояние рукописей было таково, что даже учёному не было позволено не только разворачивать свитки, но даже и дотрагиваться до них.
Поверхностные исследования позволили прочитать несколько словосочетаний и сделать некоторые предположения об их содержимом.
Весной 1955 года член комиссии по исследованию медных свитков Джон Аллегро убедил директора музея Хардинга предать свитки исследованиям, пусть и с частичным разрушением.
13 июля 1955 года Хардинг передал доктору Манчестерского технологического колледжа Боудену меньший свиток.
Технологический колледж сконструировал для распиливания медного свитка сложный механизм: установленный на тележку и закреплённый пропущенным сквозь него тонким алюминиевым шпинделем, свиток подводился непосредственно под упругий рычаг, на котором была укреплена пила диаметром пять сантиметров, толщиной 0,15 миллиметра, что позволяло ей разрезать лишь один слой меди.
Перед распилом внешнюю сторону свитка во избежание сотрясений, способных повредить металл, покрывали слоем аральдита[уточнить] и в течение нескольких часов свиток подогревали до определённой температуры.
Рядом с резальной машиной было установлено приспособление, которое осторожно очищало нейлоновыми щетками медный лист и по конструкции напоминало зубоврачебную бормашину.
30 сентября 1955 года, был произведен первый разрез и Джон Аллегро приступил к дешифровке текста.
26 ноября 1955 года перевод первого свитка был закончен, а 2 января 1956 года в Манчестер прибыл второй, больший свиток.
После окончания работы все полосы были отправлены обратно в Иерусалим.

## Содержание
Свиток содержит около трёх тысяч букв.
Язык, на котором была написана рукопись, уже отошел от классического древнееврейского языка Библии и был близок к древнееврейскому языку II века.
«Медный свиток» представляет список мест, в которых якобы сокрыты различные предметы из золота и серебра.
Типичные записи в рукописи выглядели следующим образом:
|  | В большой цистерне, что находится во дворе колонного зала, в углублении напротив двери, в углу, спрятано девятьсот талантов. В цистерне под стеной с восточной стороны — шестьсот серебряных слитков. В южном углу колонного зала у могилы Цадока и под колонной в зале собраний — еловый сосуд для благовоний и такой же сосуд из дерева кассии. |

Согласно списку, спрятанные в окрестностях Иерусалима и Западной Палестины сокровища составляли колоссальную сумму — около четырёх тысяч центнеров золота и серебра (золота — 1280 талантов, золота и серебра (без дифференциации) — 3282 таланта, слитков золота — 65, кувшинов с серебром — 608, золотых и серебряных сосудов — 619), причём из-за коррозии медных свитков сведения о некоторых кладах так и не удалось дешифровать.
Столбец 10-й одного из медных свитков содержал такую фразу:
|  | На соседнем участке с северной стороны в пещере с выходом на север, у входа в которую расположены могилы, имеется копия с объяснением, размерами и всеми подробностями. |

## Гипотезы
На 2012 год нет данных об обнаруженных кладах, которые можно сопоставить с указанными в «Медном свитке», однако сам текст породил массу научных и ненаучных теорий.
Профессор Сигмунд Мовинкель писал:
|  | Ессеи кумранской общины не могли владеть такими огромными ценностями. Прежде всего против этого свидетельствует упоминание о сосудах с драгоценными благовониями, потому что законы иудеев запрещали употребление благовоний вне храма. Следовательно, в этой описи речь может идти лишь о сокровищах храма Соломона, который был сожжен завоевателями в 587 г. до н. э. Но скорее всего медный свиток является апокрифом, в котором чисто гипотетически обсуждается возможность сокрытия сокровищ. Это эсхатологический документ, лишенный какого-либо практического значения. |

Наиболее приемлемым казалось предположение, что в «Медном свитке» речь шла о спасённых и спрятанных сокровищах храма перед тем, как в 70 году Тит Флавий Веспасиан захватил и разрушил Иерусалим.
Однако и эта версия вызывала много возражений, например, парижский профессор Дюпон-Соммер считал, что трудно себе представить, чтобы известная строгими воззрениями кумранская община стала прятать сокровища Иерусалимского храма.

## Документалистика
- Документальный фильм. Великобритания. 2016 г (4 июля 2017). Ключ к разгадке древних сокровищ. 2-я серия. Карта сокровищ Мертвого моря. Россия-Культура. {{cite episode}}: |series= пропущен или пуст (справка); Внешняя ссылка в |credits= (справка)